# Sana Elsherbiny
Sana Elsherbiny, née en 2004 à Alexandrie, est une gymnaste rythmique égyptienne.

## Carrière
Aux championnats d'Afrique de gymnastique rythmique 2020 à Charm el-Cheikh, elle est médaillée d'or par équipes.